# Myopina scoparia
Myopina scoparia är en tvåvingeart som först beskrevs av Zetterstedi 1845.  Myopina scoparia ingår i släktet Myopina och familjen blomsterflugor. Arten är reproducerande i Sverige. Inga underarter finns listade i Catalogue of Life.